# خبير التغذية
خبير التغذية هو الشخص الذي يقدم المشورة للآخرين حول مسائل الغذاء والتغذية وتأثيراتها على الصحة. يتخصص بعض الأشخاص في مجالاتٍ معينة، مثل التغذية الرياضية أو الصحة العامة أو تغذية الحيوانات وغيرها. في العديد من البلدان، يمكن لأي شخص أن يدعي أنه «خبير تغذية» (بالإنجليزية: Nutritionist)‏ حتى بدون أي تدريب أو تعليم أو ترخيص مهني، على النقيض من أخصائي التغذية (بالإنجليزية: Dietitian)‏، الذي لديه درجة جامعية ورخصة مهنية وشهادة لممارسة المهنة.